# Affaire Woerth-Bettencourt

Caricature représentante Liliane Bettencourt sur un billet de banque

Ne doit pas être confondu avec Affaire Banier-Bettencourt.
L'affaire Woerth-Bettencourt est une affaire politico-financière, impliquant principalement l'homme politique Éric Woerth, trésorier de l'UMP jusqu'en 2007, et la milliardaire Liliane Bettencourt.
Elle est rendue publique le 16 juin 2010 lorsque Mediapart et le journaliste Hervé Gattegno publient des enregistrements de la milliardaire Liliane Bettencourt, première actionnaire de L'Oréal. Ces enregistrements, réalisés clandestinement par son majordome, mettent en lumière de possibles conflits d'intérêts entre Liliane Bettencourt et Éric Woerth, via son épouse Florence Woerth. Auditionnée par la justice, l'ancienne comptable de Liliane Bettencourt, Claire Thibout, évoque également l'existence d'un possible financement illégal de la campagne présidentielle de 2007 de Nicolas Sarkozy.
Cette affaire met en lumière des pratiques intenses de fraude fiscale et d'évasion fiscale. La milliardaire Liliane Bettencourt aurait près de 100 millions d'euros cachés sur 12 comptes situés dans des banques en Suisse.
Les différentes poursuites et procédures judiciaires qui s'ensuivent durent près de 10 ans. Françoise Bettencourt Meyers, sa comptable Claire Thibout et Nicolas Sarkozy bénéficient en 2013 d'un non-lieu alors que Éric Woerth, en tant que trésorier de l'UMP, est renvoyé en correctionnelle. Il est finalement relaxé en 2015.
Dans l'affaire Banier-Bettencourt, volet distinct relatif à l'abus de faiblesse de la milliardaire âgée par son entourage, les principaux protagonistes sont condamnés.

## Contexte
L'affaire Woerth-Bettencourt débute en marge du conflit juridique opposant Françoise Bettencourt-Meyers, fille de Liliane Bettencourt, au photographe François-Marie Banier pour « abus de faiblesse ». Elle est révélée deux mois après qu'Éric Woerth ait été chargé de la réforme des retraites en France en 2010.

## Divulgation des enregistrements pirates

### Contenu des enregistrements

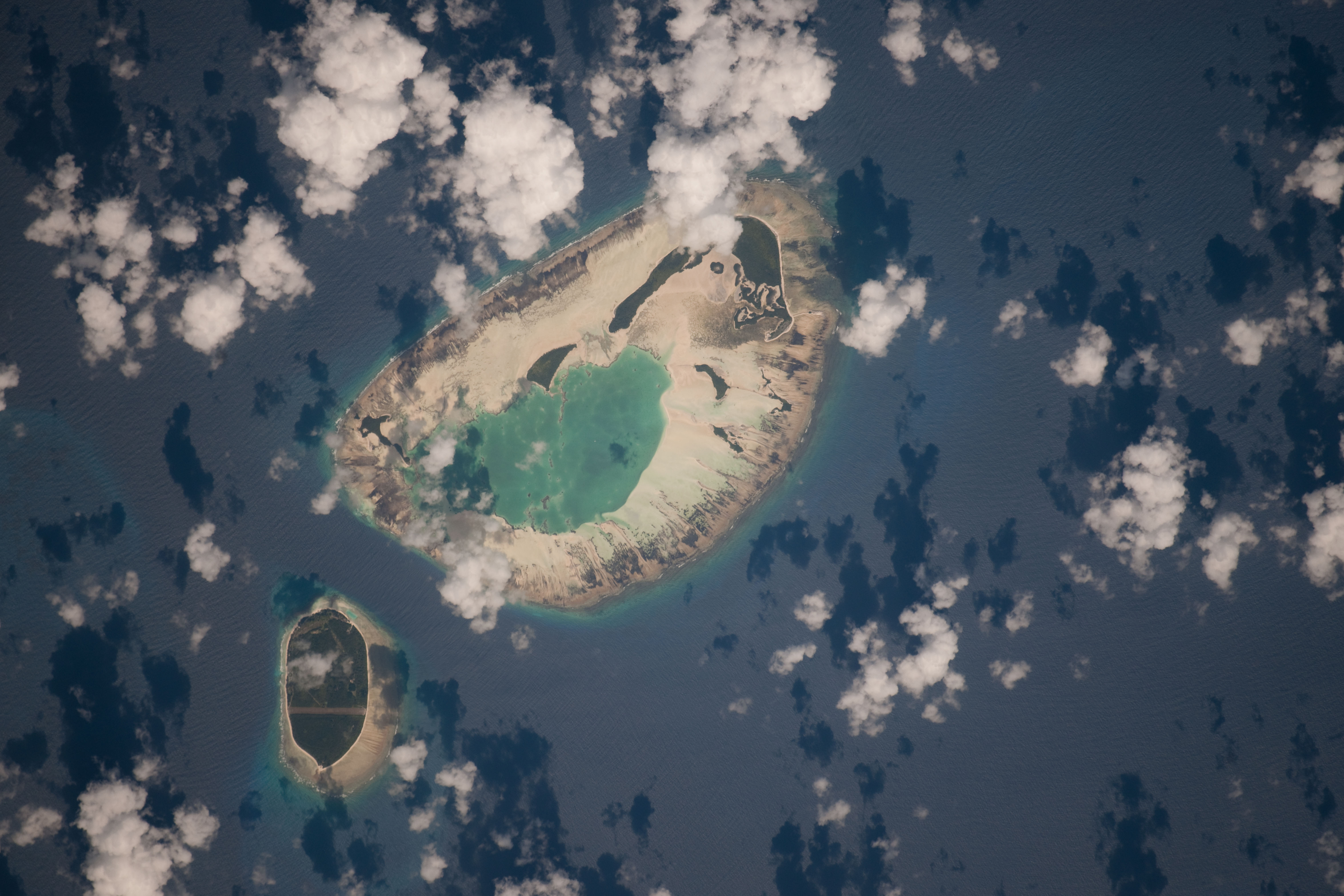
L'île d'Arros (en bas à gauche) dans les Seychelles, dont on pense qu'elle appartient à Liliane Bettencourt.

Les enregistrements ont été effectués en 2009 et 2010 par Pascal Bonnefoy, majordome de Liliane Bettencourt, au domicile de cette dernière. Ils ont été réalisés grâce à un dictaphone-espion placé sur une desserte, caché sous une feutrine, au premier étage de l'hôtel particulier de Liliane Bettencourt, à Neuilly-sur-Seine.
Ces enregistrements révèlent de nombreuses informations, et notamment que de nombreux actifs de Liliane Bettencourt pourraient échapper au fisc ; il est question de deux comptes en Suisse, et de l'île d'Arros, aux Seychelles, que Liliane Bettencourt aurait achetée en 1999. Un extrait de l'enregistrement mentionne une conversation entre Liliane Bettencourt et son gestionnaire de fortune, Patrice de Maistre, où ce dernier déclare qu'« il faut qu'[ils arrangent] les choses avec [les] comptes en Suisse » et qu'« il ne faut pas [qu'ils se fassent] prendre avant Noël ».
Ces enregistrements mettent également en lumière les liens entre Liliane Bettencourt et la famille Woerth : Florence Woerth, épouse d'Éric Woerth (ministre du Budget et trésorier de l'UMP à la date des enregistrements), est en effet directrice des investissements de Clymène, société gérant la fortune de madame Bettencourt, domiciliée a Neuilly-sur-Seine. Les conversations enregistrées entre Liliane Bettencourt et Patrice de Maistre laissent supposer qu'Éric Woerth aurait facilité l'acquisition d'un bâtiment de l'hôtel de la Monnaie en vue de construire un auditorium André-Bettencourt au sein de l'Institut de France.
Toujours selon les enregistrements, Patrice de Maistre assure avoir embauché Florence Woerth au sein de Clymène à la demande de son mari et « aurait fait accepter à Liliane Bettencourt un versement d'argent pour Éric Woerth mais aussi pour Valérie Pécresse et pour Nicolas Sarkozy », lors de la campagne pour les élections régionales de mars 2010, d'un montant de 7 500 €. La presse s'interrogera ainsi sur la transparence de l'activité de l'Association de soutien à l'action d'Éric Woerth, micro-parti politique déclaré à la sous-préfecture de Senlis (Oise), à laquelle auraient pu être versés les 7 500 €,. Selon Le Monde, « construire et maintenir de bonnes relations avec […] le ministre chargé du budget et de la lutte contre l'évasion fiscale [étaient] le cœur de la stratégie de Patrice de Maistre ».
Enfin, dans les enregistrements, Patrice de Maistre apprend à Lilanne Bettencourt le 28 juillet 2009 que, selon Patrick Ouart, alors conseiller juridique auprès de Nicolas Sarkozy, la demande de Françoise Meyers-Bettencourt sera déclarée irrecevable en septembre 2009 par le procureur Philippe Courroye.
Ces enregistrements ont confirmé des éléments sur les libéralités de la milliardaire avancés dès 2008 par Hervé Gattegno, ainsi que l'implication de l’entourage de Lilanne Bettencourt.

### Réactions des personnes impliquées
Liliane Bettencourt porte plainte le 18 juin 2010 concernant l'enregistrement clandestin, pour atteinte à la vie privée, vol et faux témoignages.
Par ailleurs, elle annonce dans un communiqué du 21 juin 2010 qu'elle s'est résolue à procéder, en collaboration avec l'administration fiscale française, « à la régularisation de l'ensemble des avoirs familiaux qui seraient encore aujourd'hui à l'étranger », et notamment un compte en Suisse qu'elle a « transféré sur un contrat d'assurance vie au bénéfice d'un de [ses] petits-fils »,.
Quant à Patrice de Maistre, dans un entretien accordé au magazine Challenges à propos des deux comptes en Suisse, il affirme ne « jamais avoir eu accès direct à l'un des deux » et n'avoir « découvert [l']existence [du second] qu'en novembre dernier ». Il n'aurait cependant pas rapatrié l'argent de ce second compte en France faute de temps dans son emploi du temps.

## Éric Woerth dans «la tourmente»

### Conflit d'intérêts reproché à Éric Woerth

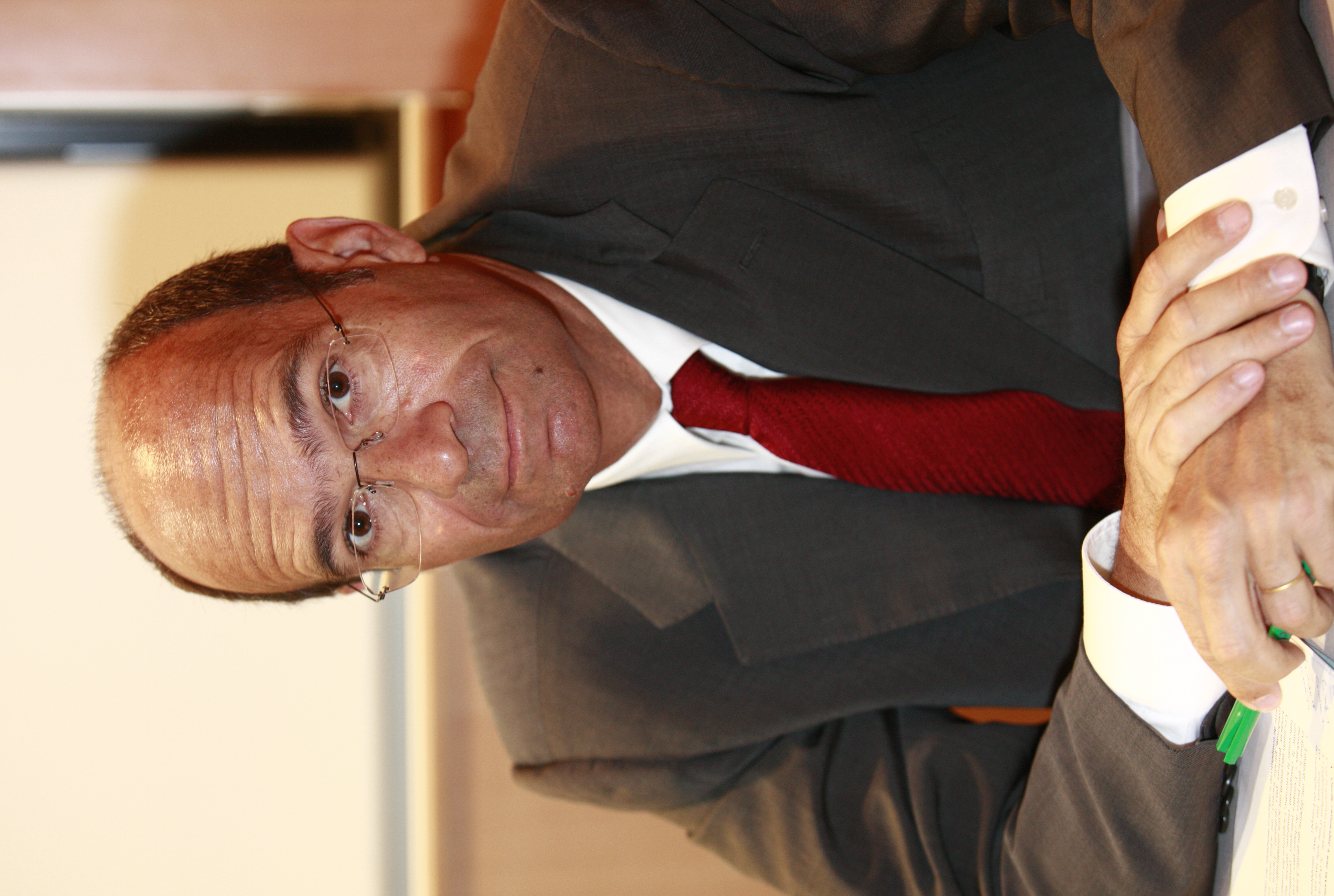
Éric Woerth, ministre du Budget entre mai 2007 et mars 2010.

Après la divulgation des enregistrements, et à la suite des déclarations du procureur de Nanterre, Philippe Courroye, le 25 juin 2010, où il affirme avoir alerté l'administration fiscale en janvier 2009 sur de possibles fraudes de Liliane Bettencourt, plusieurs élus PS se sont interrogés sur l'éventuelle connaissance d'Éric Woerth (ou de sa femme) de la fraude fiscale. D'autant que ce dernier menait, entre 2009 et 2010, en tant que ministre du Budget, « une chasse publique aux fraudeurs fiscaux »,.
Éric Woerth affirme quant à lui depuis le 18 juin 2010 ne jamais avoir reçu d'argent de Liliane Bettencourt ni avoir eu connaissance du dossier fiscal de Liliane Bettencourt, en ajoutant que « c'est l'administration fiscale qui a connaissance des dossiers fiscaux ». Florence Woerth, pour sa part, affirme avoir appris l'existence de la fraude fiscale « par la presse ».
Toujours le 25 juin, de nouvelles suspicions sont portées à l'égard d'Éric Woerth à la suite de la publication d'un communiqué par son cabinet au ministère du Travail expliquant que « c'est sous son autorité qu'a été lancé un contrôle fiscal sur Monsieur Banier », sans néanmoins en préciser la date,. La question de savoir pourquoi une procédure identique n'a pas été engagée à l'encontre de Liliane Bettencourt s'est alors posée, soulevant l'éventualité d'une prise illégale d'intérêts si Éric Woerth est intervenu d'une quelconque manière pour empêcher un éventuel contrôle fiscal concernant Liliane Bettencourt.
En plus du potentiel conflit lié à l'emploi de son épouse, Éric Woerth est également attaqué pour avoir cumulé la fonction de Ministre du Budget et celle de trésorier de l'UMP. Bien avant que l'affaire n'éclate, des députés s'étaient déjà interrogés sur les possibles conflits d'intérêts suscités par cette double casquette. Le 9 décembre 2009, à la question du député PS Christian Eckert sur ce sujet, Éric Woerth a répondu que c'était une question stupide.
Sur les conseils de Nicolas Sarkozy, Éric Woerth annonce le 13 juillet qu'il démissionnera le 30 juillet 2010 de son poste de trésorier de l'UMP. Le président annonce de plus la création d'une commission multipartite pour éviter les conflits d'intérêts. Les réactions au sein des partis concernés, notamment au Parti socialiste, sont réservées, Benoît Hamon déclarant que « quand on veut enterrer un dossier, on crée une commission ».
Dans une interview réalisée à Chantilly par l'hebdomadaire Oise-Hebdo, Éric Woerth précise sa vision sur l'origine des accusations dont il fait l'objet ; « Il y a des intérêts suisses auxquels j'ai fait très, très mal. Des gens qui m'ont mis au premier rang des hommes à abattre en priorité ». Il est persuadé que sa politique de lutte contre l'évasion fiscale, lorsqu'il était ministre du budget, est à l'origine, pour partie, de sa mise en cause. Il s'en prend aussi à la presse : « Ce que je comprends le moins, c'est que la presse me tape dessus en permanence dès qu'il est question d'évasion fiscale… Déjà l'an dernier quand j'ai sorti les listes d'évadés fiscaux, tout ce qu'on a trouvé à dire, c'est que je n'avais pas le droit, que ce que je faisais était illégal ». Il précise enfin les motivations qui avaient poussé son épouse à travailler pour le cabinet chargé de l'optimisation fiscale de la fortune Bettencourt : « entre nous, nous avions trouvé plus sûr que ma femme travaille pour une grande fortune française, établie dans ce pays depuis plus de quarante ans, que de travailler pour une banque. Et puis c'était l'Oréal, pas un oligarque russe ».

### Entre soutien et mise en cause
Au moment où Éric Woerth, ministre du Travail, est chargé du difficile dossier de la réforme des retraites, et que la presse révèle qu'un chèque de 30 millions d'euros a été adressé par le fisc en 2009 à Liliane Bettencourt au titre du controversé bouclier fiscal, l'affaire Woerth-Bettencourt suscite de nombreuses réactions autour de son statut au sein du gouvernement.
La majorité défend le ministre, en déplorant la « calomnie » (Nicolas Sarkozy) et la « chasse à l'homme » (François Fillon) dont il serait victime. Lors des questions au gouvernement, Michèle Alliot-Marie, ministre de la Justice, a rappelé le principe de la présomption d'innocence, tandis que François Baroin a accusé les députés socialistes de « faire le jeu de l'extrême-droite ». Le député PS Julien Dray a déclaré comprendre « la souffrance » du ministre du Travail, ayant vécu lui aussi « une charge médiatique forte ».
Plusieurs personnalités de l'opposition — Eva Joly (Europe Écologie), Olivier Besancenot (NPA) —, mais aussi de droite — Alain Madelin, Nicolas Perruchot (Nouveau Centre), Nicolas Dupont-Aignan (Debout la République) —, ont estimé qu'Éric Woerth devait démissionner. Arnaud Montebourg (PS) a d'ailleurs accusé Éric Woerth de collusion. Benoît Hamon, porte-parole du PS, a estimé le 6 juillet 2010 que le ministre du Travail n'avait plus la légitimité d'exercer ses fonctions. François Hollande, ancien premier secrétaire du PS, tout en rappelant la « présomption d'innocence », a lui demandé que la lumière soit faite, que les enquêtes se poursuivent et ajoute qu'il « ne [sait] pas si Éric Woerth pourra continuer » à occuper ses fonctions « dès lors que des enquêtes judiciaires vont avoir lieu ».

### Rapport de l'Inspection générale des finances
Le ministre du Budget François Baroin annonce le 30 juin 2010 avoir saisi l'Inspection générale des finances (IGF), dans le but d'établir l'éventuel rôle joué par Éric Woerth dans le dossier fiscal de Liliane Bettencourt et d'organiser « les contrôles à l'intérieur des dispositifs de l'administration fiscale pour mettre tout sur la place publique ». Nicolas Sarkozy se dit « assez confiant » sur le fait que l'IGF « ne trouvera pas de faute » imputable au ministre du Travail.
Avant même la remise du rapport d'enquête, cette mission se voit contestée, y compris au sein de l'administration fiscale, de par les conditions dans lesquelles elle serait menée ; en effet, François Baroin n'a pas déposé la requête proprement dit à l'IGF, comme il est d'usage, mais à son chef, Jean Bassères qui a été nommé à cette fonction par Éric Woerth,. Selon un ancien chef, l'« IGF n'a pas travaillé selon les méthodes habituelles, collectives, contradictoires et inquisitoriales » et « [il est] rarissime, et sans doute inapproprié de travailler seul sur une affaire de cette importance ». Un autre expert de l'IGF souligne qu'il n'est pas possible d'établir la vérité dans des délais aussi courts.
Lors de la publication du rapport de douze pages, le 11 juillet 2010, Jean Bassères et trois de ses subordonnés concluent que « M. Éric Woerth, durant la période où il était ministre du Budget, n'est pas intervenu auprès des services placés sous son autorité pour demander, empêcher ou orienter une décision ou un contrôle portant sur Mme Bettencourt, MM. Banier et de Maistre, ainsi que sur les sociétés Téthys et Clymène ». Ils concluent également que « les informations obtenues dans le cadre du contrôle fiscal de M. Banier » — dont Éric Woerth a reconnu avoir été informé par ses services — « n'étaient pas de nature à conduire l'administration à déclencher un examen de la situation fiscale personnelle de Mme Bettencourt ». Le rapport note néanmoins qu'« il conviendrait de s'interroger [sur l'existence] au sein du cabinet du ministre d'une équipe dédiée au traitement de situations fiscales individuelles [qui] nourrit la suspicion » et fait par ailleurs état d'une intervention de Patrice de Maistre auprès d'Éric Woerth sur la situation d'un contribuable auquel Patrice de Maistre est associé tout en restant toutefois silencieux sur son identité.
Si, lors d'une allocution télévisée le 12 juillet 2010, le président Nicolas Sarkozy indique qu'« avec le rapport extrêmement bien fouillé de l'IGF, [Éric Woerth] est lavé de tout soupçon », certaines personnalités de l'opposition relativisent l'objectivité de celui-ci, le député socialiste Bruno Le Roux le qualifiant de « partiel et partial ». Jean Bassères et trois autres inspecteurs des finances se sont en effet vu transmettre 6 247 dossiers à exploiter pendant une dizaine de jours. Le ministre de l'Industrie, Christian Estrosi assure sur RTL que l'« IGF a travaillé de manière indépendante », en affirmant par ailleurs que l'« administration par essence est indépendante ». Or pour Daniel Lebègue, président de l'association Transparence Internationale France, au contraire « l'IGF opère sous l'autorité directe [du Ministère du Budget], elle ne dispose d'aucun des attributs d'une autorité d'enquête indépendante ». Le Premier ministre François Fillon déclare que le président socialiste de la commission des finances de l'Assemblée nationale, Jérôme Cahuzac, peut à tout moment « vérifier la véracité de ce rapport, se faire produire tous les documents, toutes les pièces nécessaires ».

### Espionnage des journalistes et«lapidation médiatique»?
L'affaire n'est pas interrompue par la trêve estivale. Dans un article du 4 août 2010, Libération révèle qu'Éric Woerth est intervenu lors de la succession du sculpteur César. « Le ministre avait certifié qu'il avait pour doctrine de ne pas intervenir dans les contrôles fiscaux, et son courrier, que nous publions ici, prouve exactement l'inverse : il est intervenu. » Le journal révèle par ailleurs qu'Alain-Dominique Perrin, exécuteur testamentaire du sculpteur César, est un riche donateur de l'UMP. Le ministre du Travail affirme qu'il a agi en toute légalité, ne faisant qu'appliquer des propositions de l'administration fiscale, tandis qu'Alain-Dominique Perrin affirme que la lettre n'a pas été retranscrite dans son intégralité. L'ancien ministre socialiste Jack Lang précise que la décision d'Éric Woerth « était légitime, et ses prédécesseurs de droite comme de gauche ont été appelés à rendre des décisions semblables en toute équité ».
Éric Woerth affirme le 29 août 2010 au Parisien être l'objet d'une « chasse à l'homme » et d'une « lapidation médiatique » analogue à celle subie par Georges Pompidou en 1968 lors de l'affaire Markovic. Certains observateurs, y compris non partisans tels que l'avocat général Philippe Bilger, regrettent que l'enquête sur les actes d'Éric Woerth ne soit pas encadrée par une information judiciaire en bonne et due forme.
De fait, les révélations médiatiques s'accélèrent. Le 31 août 2010, le site internet de L'Express annonce qu'une lettre adressée place Beauvau au début du mois de mars 2007 et signée de la main d'Éric Woerth, alors trésorier de l'UMP et de la campagne présidentielle de Nicolas Sarkozy, a été retrouvée mi-août par les enquêteurs de la Brigade financière lors d'une perquisition. Dans ce courrier, Éric Woerth intervient auprès de Nicolas Sarkozy, alors ministre de l'Intérieur, afin de lui demander d'attribuer la Légion d'honneur à Patrice de Maistre. Interrogé par des journalistes sur l'existence de cette lettre, Éric Woerth déclare, le 2 septembre 2010 : « Je n'ai jamais dit qu'elle n'avait pas existé » et assure n'avoir « menti sur rien, à qui que ce soit ». Le cabinet d'Éric Woerth avait affirmé au Nouvel Observateur en juin 2010 que le ministre « a remis la décoration à Maistre, mais ne l'a pas proposée ». Le 4 septembre 2010, Le Journal du dimanche révèle, de source policière, l'existence de deux lettres de remerciements envoyés par Patrice de Maistre au ministre. L'une, datée de juin 2007, précède d'un mois l'annonce de la promotion des légions d'honneur et le remercie de son soutien, tandis qu'il demande au ministre de lui remettre personnellement la décoration dans la seconde. Éric Woerth avait affirmé en juin 2010 « connaître peu » Patrice de Maistre.
L'affaire a donné lieu à un viol du principe de protection des sources d'information des journalistes en droit français. Le directeur de Médiapart Edwy Plenel a affirmé en novembre 2010 que Fabrice Arfi et Fabrice Lhomme, ses deux journalistes chargés des affaires Karachi et Bettencourt, ont eu droit, selon des sources recoupées, « au même traitement que leur confrère du Monde, Gérard Davet, ou que la juge d'instruction de Nanterre, Isabelle Prévost-Desprez, dont les « fadettes » (factures détaillées) des téléphones portables ont été explorées par la Direction centrale du renseignement intérieur (DCRI) ».

### Départ du gouvernement
Quatre jours après la promulgation par Nicolas Sarkozy de la loi portant réforme des retraites, Éric Woerth est remplacé le 14 novembre 2010 par Xavier Bertrand dans le gouvernement Fillon III. Plusieurs journalistes estiment que l'affaire est la cause de son départ,,.

## Enquêtes menées à Nanterre sur les délits financiers potentiels

### Ouverture d'enquêtes préliminaires
À la suite de la publication des enregistrements, le parquet de Nanterre annonçait le 6 juillet 2010 qu'il pourrait poursuivre son enquête préliminaire — initialement menée pour faits d'atteinte à la vie privée — et investiguer sur les liens entre la famille Bettencourt et le couple Woerth. Le procureur de Nanterre, Philippe Courroye, faisait ainsi part, dans un rapport destiné à sa hiérarchie, qu'« il pourrait être envisageable […] de faire vérifier les éléments révélés dans [les] conversations ». Selon Philippe Courroye, outre la possible fraude fiscale de Liliane Bettencourt, les enregistrements laissent planer le doute sur les « conditions d'embauche de Mme Florence Woerth » ou sur une éventuelle « question de blanchiment de fraude fiscale ainsi que de prise illégale d'intérêts », étant donné les versements d'argent à différentes personnalités politiques de droite allégués.
C'est également dans le cadre de cette enquête préliminaire que la direction centrale de la Police judiciaire a interrogé Claire Thibout, l'ex-comptable des époux Bettencourt. Celle-ci affirme notamment, sans néanmoins pouvoir étayer ses propos par des preuves matérielles, que Patrice de Maistre aurait remis 150 000 euros en liquide à Éric Woerth, en tant que trésorier de l'UMP, pour financer la campagne présidentielle de Nicolas Sarkozy. Claire Thibout a également affirmé aux policiers que de l'argent liquide avait été remis à Nicolas Sarkozy lorsqu'il était maire de Neuilly-sur-Seine, ainsi qu'à d'autres personnalités et partis de droite, sans jamais avoir assisté à ces prétendues rencontres. Les principaux intéressés ont contesté ces accusations,,.
À la date du 10 juillet 2010, outre l'enquête pour faits d'atteinte à la vie privée, deux autres enquêtes préliminaires ont été ouvertes pour « les allégations de versement d'enveloppes d'argent à des hommes politiques » et pour « blanchiment de fraude fiscale ». Une quatrième enquête est ouverte le 21 juillet 2010 pour « dénonciation calomnieuse » à la suite de la plainte contre X déposée le 7 juillet 2010 par Éric Woerth.

### Rivalités au tribunal de Nanterre
Après les déclarations de Claire Thibout, le Parti socialiste réclame d'urgence par la voix de Jean-Marc Ayrault, son président de groupe à l'Assemblée nationale, une commission d'enquête parlementaire sur cette affaire politico-financière, que le gouvernement souhaiterait pourtant différer à l'automne. Le PS demande également, par la voix de Martine Aubry, première secrétaire du parti, que la Garde des Sceaux, Michèle Alliot-Marie, saisisse le Conseil supérieur de la magistrature (CSM) pour que l'affaire Bettencourt soit « dépaysée dans un autre tribunal » que celui de Nanterre, cette affaire opposant le procureur Philippe Courroye — lui-même mis en cause dans les écoutes — à Isabelle Prévost-Desprez, présidente de la 15e chambre au TGI de Nanterre. Cette chambre examine la citation directe pour abus de faiblesse déposée par Françoise Bettencourt-Meyers.
Selon Le Point, « Philippe Courroye, qui n'a jamais caché sa proximité avec le président Nicolas Sarkozy, est un magistrat contesté dans la profession » et s'oppose régulièrement, depuis plusieurs mois, à Mme Prévost-Desprez « sur de nombreux dossiers au sein de leur juridiction », et notamment sur la procédure judiciaire opposant Françoise Bettencourt-Meyers à François-Marie Banier. Mme Prévost-Desprez a déclaré sa formation compétente pour expertiser les écoutes, alors que le parquet de Nanterre avait déjà ouvert une enquête pour atteinte à la vie privée concernant les enregistrements pirates. Le Monde qualifie même de « guerre d'ego » leur opposition ; Mme Prévost-Desprez semble « se poser un peu plus en défenseure des juges d'instruction, » tandis que Philippe Courroye aime « à prouver son indépendance de pensée ».
Le 16 juillet, Philippe Courroye refuse de transmettre à Isabelle Prévost-Deprez les retranscriptions des enregistrements clandestins. Lors d'un entretien au Figaro, le magistrat n'a pas souhaité s'exprimer sur les raisons de son refus.
Le 14 septembre 2010, la cour d'appel de Versailles autorise Isabelle Prévost-Deprez à poursuivre ses investigations en confirmant la décision prise par le tribunal de Nanterre de mener un supplément d'enquête. Dix jours plus tard, la Cour de cassation rejette le pourvoi de Me Georges Kiejman, ce qui oblige Philippe Courroye à transmettre toutes les pièces du dossier à la juge d'instruction.
Le 27 septembre 2010, le procureur général de la Cour de cassation, Jean-Louis Nadal, estime qu'il faut « que les nombreuses investigations qui restent à effectuer soient accomplies » afin de juger s'il y a lieu de saisir la Cour de justice de la République. Il recommande au procureur général de Versailles, Philippe Ingall-Montagnier, supérieur hiérarchique de Philippe Courroye, de charger un juge d'instruction de poursuivre les enquêtes à la place du procureur de Nanterre. Jean-Louis Nadal a également demandé au procureur général près la cour d'appel de Paris des éléments concernant l'affaire de l'hippodrome de Compiègne. Philippe Courroye, dont la qualité de l'enquête a été soulignée par Jean-Louis Nadal, a fait savoir qu'il comptait continuer à mener les investigations.

### Témoignage de l'ex-comptable de Liliane Bettencourt
Le 8 juillet 2010, à l'occasion d'un nouvel interrogatoire mené par la brigade financière à Nîmes, Claire Thibout, qui a été interceptée pendant ses vacances dans le sud de la France, revient sur certaines des accusations rapportées par Mediapart en affirmant que le site d'information a « romancé » une partie de ses propos, notamment concernant Nicolas Sarkozy lorsqu'il était maire de Neuilly-sur-Seine,.
Revenant sur ses premières déclarations, Claire Thibout reconnaît avoir pu se tromper de date et que les 50 000 euros retirés sur le compte des Bettencourt le 26 mars 2007 n'ont pas été remis à Éric Woerth. Le Parisien et Libération indiquent que ce retrait a servi à de nombreux remboursements. Elle maintient en revanche que Patrice de Maistre aurait bien remis 150 000 euros à Éric Woerth pour la campagne présidentielle de 2007. Mediapart assure que les propos de Claire Thibout ont été retranscrits fidèlement en présence de témoins, conteste la nouvelle version de Claire Thibout et publie, le 8 juillet 2010, le verbatim de son interview. La majorité réclame les enregistrements de son témoignage.
Le 8 juillet, Me Georges Kiejman, avocat de Liliane Bettencourt, s'interroge sur la crédibilité des déclarations de Claire Thibout, l'estimant « blessée d'avoir été licenciée », et affirme être en possession d'une photocopie de carnets prouvant que les retraits effectués étaient destinés aux dépenses courantes (médecins, amis, cuisiniers, etc.). Six jours plus tôt, Me Kiejman avait affirmé que les carnets n'avaient pas été remis à sa cliente et avait accusé Claire Thibout de les avoir volés.
Selon Me Antoine Gillot, l'avocat de Claire Thibout, sa cliente « a été soumise ces derniers jours à un harcèlement du parquet, astreinte à une pression hallucinante, avec des interrogatoires permanents », et il souligne qu'il n'a pas accès au dossier « puisqu'il s'agit d'une enquête préliminaire, non contradictoire, placée sous le seul contrôle du procureur de Nanterre ». Il affirme en outre que Claire Thibout « ne s'est pas du tout rétractée » mais a seulement « nuancé » ses propos et suspecte le ministère de l'Intérieur ou le parquet d'avoir fait fuiter de façon orientée les PV d'auditions de sa cliente afin de tenter de la discréditer. Concernant le PV publié par Le Figaro, Christophe Jakubyszyn, directeur de la rédaction de RMC, affirme qu'il a été transmis au journal par Claude Guéant. La société des journalistes du Figaro parle, à propos de celui-ci, de « PV tronqué, assorti d'un article non signé, qui participait à l'évidence de la stratégie de communication de l'Élysée »,.
Les affirmations de Claire Thibout concernant le versement d'argent à des personnalités politiques ont été confirmées le 9 juillet par Chantal Trovel, l'ancienne secrétaire d'André Bettencourt ainsi que par Pascal Bonnefoy, l'ancien majordome ayant réalisé les enregistrements clandestins. Elles sont néanmoins contestées par un ancien maître d'hôtel, entendu par la brigade financière, qui affirme par ailleurs que Nicolas Sarkozy s'est rendu au domicile des Bettencourt « à deux ou trois reprises, toujours dans le cadre de déjeuners officiels […], avec la présence de 12 ou 15 personnes ». Pour sa part, la baronne Eva Ameil,, amie proche de la sœur de Patrice de Maistre et ancienne gestionnaire du compte de Liliane Bettencourt à la BNP Paribas, dont la famille Bettencourt est toujours cliente, a contredit les affirmations de l'ex-comptable concernant la demande de dépassement de son « accréditif » (ou « accréditation »).
Le 16 juillet 2010, témoignant pour la première fois devant la juge Isabelle Prévost-Desprez, Claire Thibout renouvelle ses accusations, déclarant que de l'argent liquide était fréquemment distribué à des hommes politiques, dont Éric Woerth. Le témoignage de Claire Thibout est contesté par Georges Kiejman, qui accuse la comptable, qui a reçu 400 000 € de Françoise Bettencourt-Meyers lors de son licenciement, d'avoir être payée afin de « dire du mal » de la mère de celle-ci. Par un courrier « confidentiel » en date du 11 juillet 2007, révélé par Le Figaro le 2 septembre 2010, Françoise Bettencourt-Meyers s'engage en effet à compléter l'indemnité de Claire Thibout à hauteur de 800 000 euros en cas de licenciement, et la remercie de lui avoir fait part d'informations qui « corroborent [ses] soupçons s'agissant notamment de l'attitude abusive de certaines personnes de l'entourage de Mme Bettencourt » et de l'engagement « de [lui] apporter, le moment venu, [son] concours ».
L'avocat de Patrice de Maistre dénonce « les mensonges et les contrevérités assénés par Mme Thibout et son avocat », et pointe le fait que les carnets de l'ex-comptable indiquent qu'elle a effectué un retrait bancaire de 50 000 euros le 19 janvier 2007, le jour même de la rencontre supposée entre Éric Woerth et Patrice de Maistre. Or, Claire Thibout affirme avoir remis l'enveloppe à Patrice de Maistre la veille.
Le 27 novembre 2014, Claire Thibout est mise en examen pour faux témoignages, attestation mensongère et usage d'attestation mensongère dans le cadre d'une information judiciaire du juge Roger Le Loire.
Françoise Bettencourt Meyers est finalement mise en examen le 7 juillet 2016 pour subornation de témoin, notamment du fait d'un prêt de 300 000 euros accordé à Claire Thibout en novembre 2012.
En mai 2019, une ordonnance de non-lieu est rendue, mettant fin aux poursuites contre Claire Thibout et Françoise Bettencourt Meyers.

### Perquisitions, auditions et gardes à vue
Le 9 juillet 2010, la brigade financière a perquisitionné au domicile de Patrice de Maistre et au siège social de la société Clymène. La police a notamment saisi le dossier professionnel de Florence Woerth.
Le 15 juillet 2010, Patrice de Maistre, François-Marie Banier, Fabrice Goguel, ancien avocat fiscaliste de Liliane Bettencourt, et Carlos Vejarano, le gérant de l'île d'Arros, sont placés en garde à vue dans le cadre de l'enquête préliminaire concernant les soupçons de fraude fiscale.
Le 17 juillet 2010, Le Monde divulgue des procès-verbaux d'audition de Patrice de Maistre, où celui-ci déclare avoir appelé Éric Woerth en 2006 à la demande d'André Bettencourt, qui souhaitait financer la campagne présidentielle de Nicolas Sarkozy : « Je l'ai [Éric Woerth] vu ensuite deux ou trois fois début 2007 parce qu'il m'a demandé de recevoir sa femme et ce pour essayer de la conseiller sur sa carrière alors, me disait-il, qu'elle n'était pas entièrement satisfaite ».

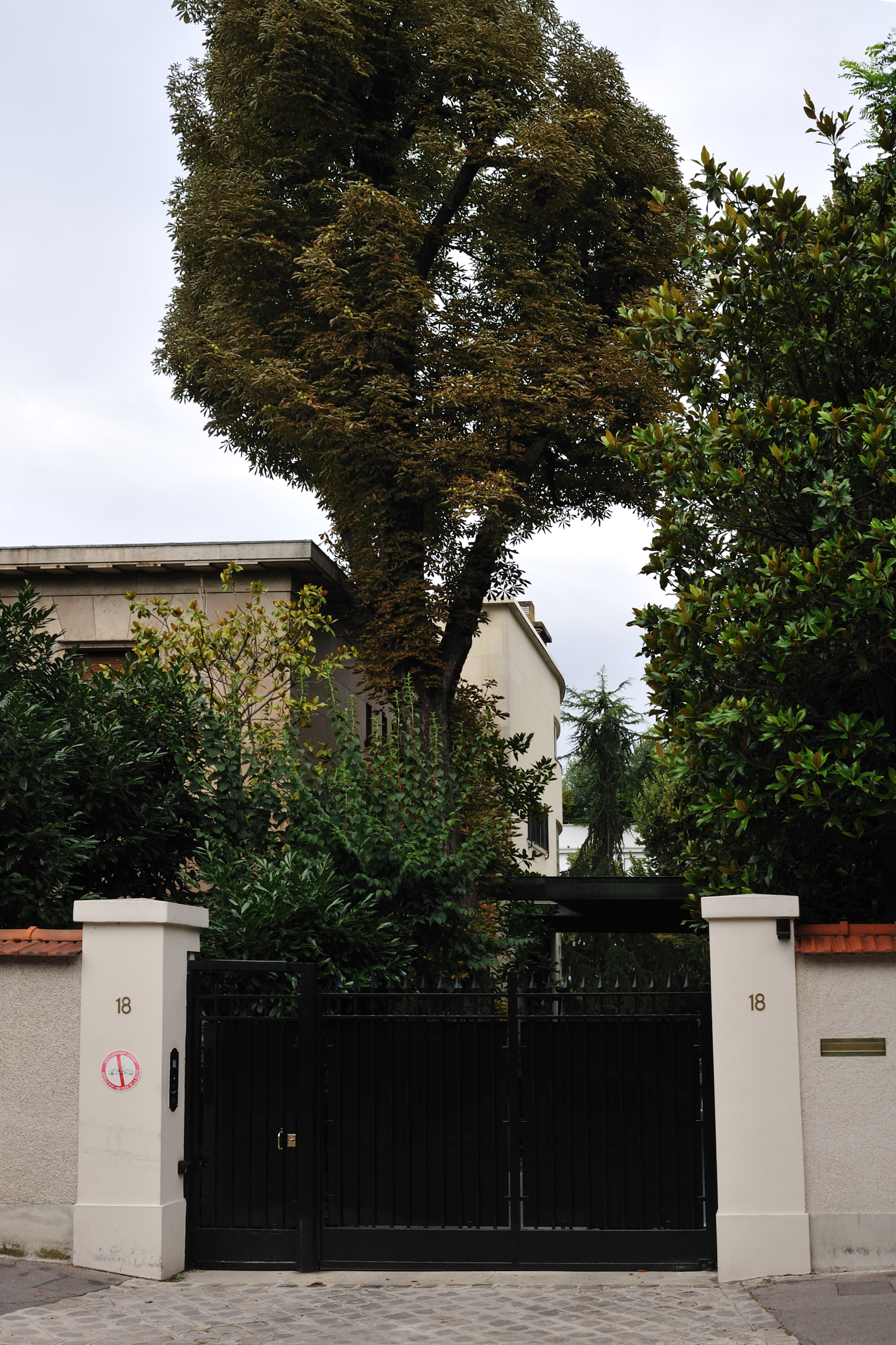
Le domicile de Liliane Bettencourt à Neuilly-sur-Seine.

Le 21 juillet 2010, Florence Woerth est auditionnée par les policiers de la brigade financière. Antoine Beauquier, avocat de Florence Woerth affirme que « si les époux Woerth ont une obligation de vigilance, ils n'ont pas de conflit d'intérêts ».
Le 26 juillet 2010, la brigade de répression de la délinquance contre la personne (BRDP) auditionne Claire Thibout pour deux motifs. D'abord pour l'interroger au sujet d'une note présente dans l'agenda 2007 indiquant un rendez-vous avec un « monsieur X ». Mais également pour qu'elle s'explique sur la révélation qu'elle a faite à la juge et non à eux sur la somme que lui a versée la fille de Liliane Bettencourt. Il s'agit de la neuvième audition de l'ex-comptable.
Le 27 juillet 2010, Liliane Bettencourt est entendue à son domicile par la brigade financière. Elle affirme ne pas se souvenir d'un rendez-vous avec sa comptable ou avec Éric Woerth au cours duquel elle aurait reçu ou remis de l'argent liquide.
Le 29 juillet 2010, Éric Woerth est auditionné par les enquêteurs au Ministère du Travail et rejette toutes les accusations portées contre lui. Contrairement à la première audition de Claire Thibout, dont les procès-verbaux auraient été communiqués au Monde et au Figaro par une source proche du secrétaire général de l'Élysée Claude Guéant, les auditions de Liliane Bettencourt, Florence Woerth et Éric Woerth ne font l'objet d'aucune diffusion de procès-verbaux.
Le 30 juillet 2010, Patrice de Maistre est de nouveau placé en garde à vue pendant quelques heures.
Le domicile de Liliane Bettencourt est perquisitionné le 1er septembre 2010, pendant sept heures, dans le cadre d'une commission rogatoire délivrée par Isabelle Prévost-Desprez. La première actionnaire du groupe L'Oréal, en vacances en Espagne, s'est déclarée « outrée et choquée, blessée et triste de voir [sa] vie privée étalée et violée de nouveau » ; elle dénonce le comportement de la juge Prévost-Desprez et les conditions dans lesquelles a été menée cette perquisition pour laquelle elle avait donné son accord (les serrures de ses coffres ont été forcées et les chambres de ses salariés fouillées).
Le 8 septembre 2010, trois enquêteurs de la brigade financière se rendent au siège de l'UMP afin de consulter des archives, dans le cadre de l'enquête préliminaire portant sur les conditions d'attribution de la Légion d'honneur à Patrice de Maistre. La direction de l'UMP avait été prévenue de ce « transport d'enquêteurs sur place » 24 heures à l'avance, ce qui est autorisé, et assure que les enquêteurs « n'ont rien trouvé et n'ont emporté aucune pièce ».

### Cambriolage duMonde, duPointet deMediapart
Au mois d'octobre 2010, les locaux de trois journaux — Le Monde, Le Point et Mediapart — ont fait état d'un cambriolage : les ordinateurs portables des journalistes chargés de l'affaire Woerth-Bettencourt, Hervé Gattegno (Le Point) et Gérard Davet (Le Monde), ont été dérobés au siège du journal du premier et au domicile du second,. Mediapart pour sa part indique la disparition des cédéroms contenant les écoutes illégales de Liliane Bettencourt,. Le Monde porte plainte le 20 septembre 2010 en invoquant la violation du secret des sources.

## Plaintes pour atteinte à la vie privée

### Enquête initiale
À la suite de la plainte de Liliane Bettencourt, son ancien majordome, auteur des enregistrements, est placé en garde à vue pendant 48 heures tout comme l'informaticien qui a transféré les enregistrements sur CD-ROM. François-Marie Banier porte également plainte pour atteinte à la vie privée. Liliane Bettencourt, ainsi que Patrice de Maistre, ont également porté plainte en référé contre Mediapart pour la publication de ces enregistrements.

### Affirmation d'un «intérêt général»
Le Tribunal de Paris rejette, le 1er juillet 2010, cette dernière plainte en estimant que les révélations faites par Mediapart relèvent « de la publication d'informations légitimes et intéressant l'intérêt général » et que vouloir ordonner le retrait des documents tirés des enregistrements clandestins réalisés chez Liliane Bettencourt « reviendrait à exercer une censure contraire à l'intérêt public, sauf à ce que soit contesté le sérieux de la reproduction des enregistrements — ce qui n'est pas le cas en l'espèce »,.
Cette décision de première instance est confirmée par la cour d'appel dans un arrêt le 23 juillet 2010.

### Cassation, condamnation et censure
La première chambre civile de la Cour de cassation, dans un arrêt rendu le 6 octobre 2011, casse l'arrêt du 23 juillet 2010 et renvoie l'affaire devant la cour d'appel de Versailles, dont le procureur général, Philippe Ingall-Montagnier, est mentionné par Patrick de Maistre comme étant « (quelqu'un qu')on connaît très, très bien » sur un enregistrement datant d'avril 2010 révélé par Mediapart.
Le 4 juillet 2013, la cour d'appel de Versailles ordonne aux sites Mediapart et lepoint.fr (émanation de l'hebdomadaire Le Point), sous astreinte de 10 000 euros par jour et par infraction constatée,, de cesser sous huit jours « toute publication de tout ou partie de la retranscription des enregistrements illicites réalisés au domicile de Liliane Bettencourt » ainsi que « tout ou partie de ces enregistrements sur tous supports, électroniques, papier ou autre ». En réaction à cet arrêt du 4 juillet 2013, un mouvement de diffusion des enregistrements et retranscription d'enregistrements commence : le site Arrêt sur images se déclare « prêt à héberger (en accès libre) les documents Bettencourt de Mediapart », tandis que Pascal Riché, sur Rue89, conclut son propre article en indiquant que « Si les enregistrements censurés demandent l’asile politique à Rue89, ils seront les bienvenus ! » et que, par ailleurs, dans une esquisse d'application de l'effet Streisand est mise en route une diffusion en pair à pair, via le protocole BitTorrent, des contenus sonores et textuels interdits de publication par la justice. 
Poursuivis sur le plan pénal pour la publication de ces enregistrements, les journalistes de Mediapart et du Point sont relaxés en septembre 2017 par la cour d’appel de Bordeaux. 
Mediapart avait par la suite saisi la Cour européenne des droits de l'homme (CEDH) contre la décision de la cour d'appel de Versailles. En janvier 2021, la Cour européenne des droits de l'homme juge que la publication des enregistrements de Liliane Bettencourt par Mediapart était bien illégale. Selon la CEDH, les journalistes de Mediapart « n’ignoraient pas que la divulgation des enregistrements réalisés à l’insu de Mme Bettencourt constituait un délit, ce qui devait les conduire à faire preuve de prudence et de précaution, indépendamment du fait qu’ils auraient agi en vue, entre autres, de dénoncer l’abus de faiblesse dont était victime Mme Bettencourt ». La Cour estime que la liberté de recevoir et communiquer des informations devait s’effacer devant le droit à la vie privée de Mme Bettencourt.

## Des médias mis en cause par l'UMP et par Nicolas Sarkozy

### Mediapart

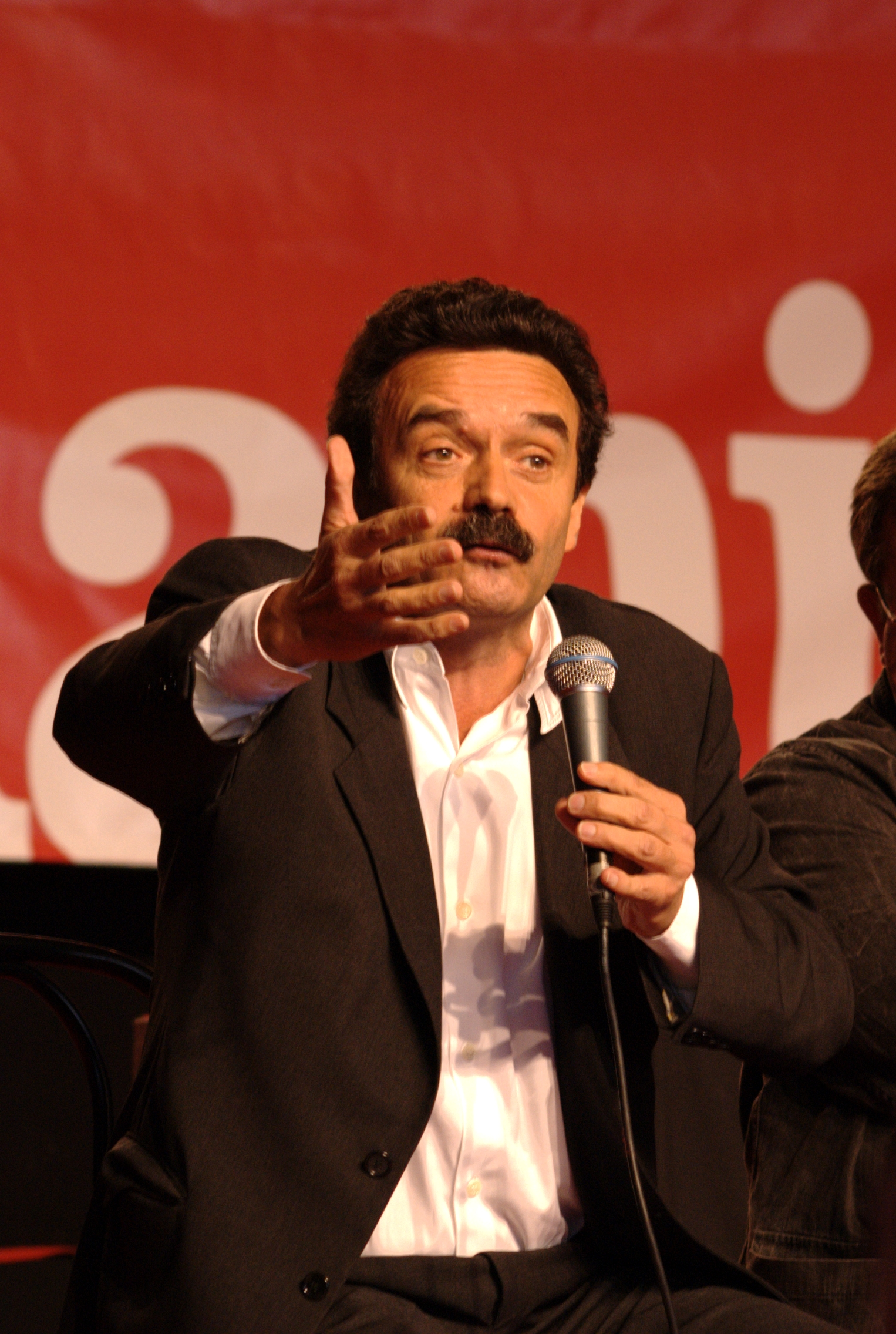
Edwy Plenel, le directeur de publication de Mediapart.

Le 6 juillet 2010, Xavier Bertrand dénonce les « méthodes fascistes » de Mediapart,. Faisant allusion aux écoutes dont Edwy Plenel avait fait l'objet dans les années 1980, Nicolas Sarkozy accuse le directeur de publication de Mediapart de « s'être drapé dans le rôle de martyr des écoutes de Mitterrand et, maintenant, il les utilise sans réserve éthique ni méthodologique ».
Après que l'ex-comptable de Liliane Bettencourt eut accusé Mediapart d'avoir « romancé » une partie de ses propos, Laurent Wauquiez déclare : « Mediapart n'a pas pratiqué un journalisme d'investigation mais de calomnie. Il n'y a pas eu de confrontation des sources ni de vérifications. Il y a eu une manipulation des propos, et visiblement, la démarche n'était pas une recherche de la vérité, mais une volonté de déformer. » Nadine Morano dénonce quant à elle « une opération [consistant] à renflouer les caisses de Mediapart parce qu'ils ne sont pas à l'équilibre financier ».
Pour le Syndicat de la presse indépendante d'information en ligne (Spiil), « les attaques lancées contre les informations du site Mediapart, accusé de colporter des ragots et des rumeurs par le seul fait qu'il est diffusé sur l'internet, sont donc irresponsables, et montrent une méconnaissance totale du statut de la presse en ligne ». Le Groupement des éditeurs de services en ligne (Geste) parle quant à lui dans un communiqué d'« agressions [qui] tentent à discréditer notre profession en nous faisant passer pour des irresponsables, colporteurs de ragots, bien loin de la réalité d'une profession organisée et parfaitement responsable ».
Selon l'hebdomadaire Marianne et le journal Le Figaro, la mise en cause de Mediapart fait partie de la stratégie de défense adoptée par l'Élysée,.
Le 6 novembre 2010, Claude Guéant, secrétaire général de l'Élysée, annonce son intention de porter plainte contre Mediapart pour « diffamation par voie de citation directe », à la suite des révélations l'accusant avec Nicolas Sarkozy, de superviser eux-mêmes l'espionnage de journalistes chargés de dossiers sensibles. En réponse, Edwy Plenel déclare que « si Claude Guéant maintient cette décision », ça allait être « une superbe occasion d'un procès où la liberté de l'information mettra en évidence la part d'ombre de cette présidence ». Le 12 novembre 2010, Claude Guéant dépose plainte et ce pour la « première fois de [sa] vie », devant la dix-septième chambre du tribunal de grande instance de Paris, spécialisée dans les affaires de presse.
La plainte est instruite, et un procès devait se tenir en octobre 2011 devant la 17e chambre du tribunal correctionnel de Paris, mais, le 30 juin 2011, Claude Guéant retire sa plainte. Mediapart avait l'intention de citer une trentaine de témoins lors du procès, dont le chef de l'État, Nicolas Sarkozy, qui toutefois ne peut être contraint à témoigner.

### Le Canard enchaîné
Le 10 novembre 2010, Bernard Squarcini, directeur du Renseignement intérieur, a également déposé plainte pour diffamation mais contre Le Canard enchaîné. À la suite d'un article paru le 3 novembre, le journal indiquait que Nicolas Sarkozy lui aurait personnellement demandé de « surveiller des journalistes gênants pour le pouvoir ». Des accusations aussitôt démenties par l'Élysée et par Squarcini mais confirmées par l'hebdomadaire satirique.

## Violations du secret des sources d'information des journalistes et du secret de l'enquête
Le principe de protection des sources d'information des journalistes a été rudoyé durant toute l'enquête. Début septembre 2010, Fabrice Goguel, ex-avocat fiscaliste de Liliane Bettencourt, porte plainte pour « violation du secret de l'enquête ». Le parquet de Paris charge l'IGS de mener une enquête.
Le 13 septembre 2010, Le Monde porte plainte contre X pour « violation du principe de protection des sources d'information des journalistes ». Le journal affirme que l'Élysée a utilisé la DCRI afin de localiser une des « sources » de Gérard Davet, journaliste travaillant au Monde sur l'affaire Woerth. L'Élysée nie avoir commandité une enquête. Le patron de la DCRI, Bernard Squarcini, reconnaît l'existence d'un « éclairage DCRI ». Les « vérifications téléphoniques » auraient permis d'identifier « une taupe » au sein du ministère de la Justice, ce que les services de ce dernier démentent d'abord. Pourtant, le directeur général de la police nationale, Frédéric Péchenard, confirme que ses services ont mené une enquête qui a conduit à identifier « un haut fonctionnaire, membre d'un cabinet ministériel » comme étant la source des fuites, ce qui a conduit la DCRI à saisir le parquet de Paris le 2 septembre 2010, « uniquement à [sa] demande ». Il affirme en outre que la DGPN a agi « dans le cadre de sa mission de protection de la sécurité des institutions » et après consultation d'une « personnalité qualifiée » désignée par le président de la Commission nationale de contrôle des interceptions de sécurité (CNCIS). Cette version et la légalité de la demande sont rapidement démenties par le délégué général de la CNCIS.
Le 14 septembre 2010, le ministère de la Justice indique que David Sénat, le magistrat explicitement désigné comme étant la taupe, par les médias autres que Le Monde, a été déchargé début septembre de ses fonctions pour prendre en charge « une mission de préfiguration du tribunal d'appel de Cayenne ». Selon LCI, lors d'une perquisition au domicile de David Sénat concernant une autre enquête judiciaire, les enquêteurs auraient trouvés « des rapports et des copies de rapports portant sur l'affaire Bettencourt et qui correspondraient aux éléments transmis à la presse ».
Le 22 octobre 2010, Le Monde révèle que le procureur Courroye a transmis à Philippe Ingall-Montagnier des éléments pouvant entraîner le dessaisissement du juge Prévost-Deprez pour « violation du secret de l'enquête » ou « violation du secret professionnel » selon les sources. À la suite de la plainte déposée par Georges Kiejman au sujet d'un article Monde sur une perquisition chez Liliane Bettencourt, Philippe Courroye affirme que l'IGS a découvert des échanges de SMS entre Isabelle Prévost-Deprez et deux journalistes du quotidien avant la publication de l'article, en étudiant les relevés téléphoniques de ces derniers. Les journalistes et leur directeur annoncent une nouvelle fois leur intention de porter plainte. Ils affirment que le procureur a violé l'article 77-1-1 du code de procédure pénale en ne demandant pas leur autorisation avant de procéder à ces vérifications,. Selon Christophe Régnard, président de l'Union syndicale des magistrats, cette nouvelle mise en cause de la juge Prévost-Desprez est « procéduralement très douteuse et ressemble à une manipulation. C'est une nouvelle tentative de déstabilisation, une forme de pression ».
Début mai 2011, la cour d'appel de Bordeaux, chargée des différents dossiers de l'affaire après leur dépaysement du tribunal de Nanterre, invalide l'enquête du procureur Courroye sur la juge Prévost-Desprez. La Cour estime notamment que la consultation des factures détaillées des journalistes du Monde était illégale.
Les deux plaintes initialement déposées par Le Monde en septembre et octobre 2010 auprès du parquet de Paris ayant été classées sans suite par ce dernier en janvier 2011, deux nouvelles plaintes avec constitution de partie civile sont déposées auprès du tribunal de Paris. L'instruction en a été confiée à la juge Sylvia Zimmermann. Le 1er septembre 2011, dans plusieurs de ses articles,, ainsi que dans son éditorial « Liberté de la presse et mensonge d'État », Le Monde indique que la juge a obtenu la preuve que, le 19 juillet 2010, un commissaire divisionnaire de la DCRI est intervenu auprès de l'opérateur Orange pour obtenir les factures téléphoniques détaillées liées de Gérard Davet. Le Monde souligne que « Ce faisant, les services secrets ont violé la loi du 4 janvier 2010 sur la protection des sources d'information des journalistes interdisant de porter « atteinte, directement ou indirectement, au secret des sources » ».
Le 28 septembre 2011, Philippe Courroye, ainsi que son adjointe, Marie-Christine Daubigney, sont convoqués par la juge d'instruction Sylvia Zimmermann pour être mis en examen pour « atteinte au secret des correspondances par personne dépositaire de l'autorité publique » et « collecte de données à caractère personnel par moyen frauduleux, déloyal ou illicite ». L'avocat de Marie-Christine Daubigney présente une demande en nullité de procédure. Philippe Courroye conteste la validité de la convocation, en rappelant également que la violation du secret des sources «n'est pas assortie de sanctions pénales», et affirmant que «la malveillance est manifeste» et qu'on veut lui barrer la route d'un autre poste, celui de procureur de Paris. Le 3 octobre 2011, Sylvia Zimmermann fait savoir que «l'interrogatoire de M. Philippe Courroye est reporté à une date ultérieure». Le 14 octobre, lors du Congrès de l'Union syndicale des magistrats, en présence du Garde des Sceaux Michel Mercier, Christophe Régnard défend Isabelle Prévost-Desprez et prononce un discours d'une rare virulence contre Philippe Courroye. Le 15 octobre 2011, Michel Mercier propose la candidature de son directeur de cabinet François Molins au poste de procureur de Paris.
Le 17 octobre 2011, Bernard Squarcini est entendu puis mis en examen par Sylvia Zimmermann, ce qui provoque de nombreuses réactions politiques, notamment de Claude Guéant excluant la démission ou la suspension du directeur du DCRI. Cette mise en examen sera en partie annulée par la cour d'appel de Paris en décembre 2012. Le 28 octobre 2011, Frédéric Péchenard se rend à son tour à la convocation de Sylvia Zimmermann. Il affirme avoir demandé l'enquête à la DCRI « de son propre chef » en « partant du principe que l'enquête sera[it] faite de manière légale ». Il n'est pas mis en examen.
Le 6 décembre 2011, la Cour de cassation, confirmant un arrêt rendu en mai par la cour d'appel de Bordeaux, déclare illégales les réquisitions de Philippe Courroye demandant à la police l'examen des factures détaillées. La Cour estime que « L'atteinte portée au secret des sources n'était pas justifiée par l'existence d'un impératif prépondérant d'intérêt public et la mesure n'était pas strictement nécessaire et proportionnée au but légitime poursuivi ». L'enquête sur les sources du Monde est donc invalidée. Philippe Courroye et Marie-Christine Daubigney sont convoqués par Sylvia Zimmermann le 17 janvier 2012 et mis en examen ; ils contestent fermement cette mise en examen. Le 15 février 2012, le procureur général de Paris François Falletti, ancien supérieur de Philippe Courroye au parquet général de Lyon en 1996-1998, estime que les charges « ne sont pas constituées juridiquement », et requiert l'annulation de la mise en examen. Le parquet général, dont dépendent hierarchiquement François Falletti et Philippe Courroye, et lui-même sous la dépendance hiérarchique du pouvoir exécutif, parle d'analyse « strictement technique ». Le 22 mars 2012, la cour d'appel de Paris annule les mises en examen du procureur Courroye et de Marie-Christine Daubigney, selon l'article 6-1 du code de procédure pénale qui stipule que «l'action publique ne peut être exercée que si le caractère illégal (d'une) poursuite ou de l'acte accompli à cette occasion a été constaté par une décision devenue définitive de la juridiction répressive saisie», «alors que (selon la cour d'appel) à la date du versement de consignation (pour plainte par Le Monde), le caractère illégal des actes incriminés n'avait pas été constaté par une décision devenue définitive de la chambre de l'instruction de la cour d'appel de Bordeaux». Le Monde se pourvoit en cassation, mais la Cour de cassation rejette, le 25 juin 2013, la demande de maintien de la mise en examen initiale. Le Monde indique que sa plainte reste valide, mais que Philippe Courroye « devrait ainsi gagner près d'un an avant une nouvelle mise en examen ».

## Dépaysement des enquêtes sur les délits potentiels à Bordeaux

### Dépaysement de Nanterre à Bordeaux
Le 29 octobre 2010, à la demande du procureur général de Versailles Philippe Ingall-Montagnier, Philippe Courroye annonce sur Europe 1 qu'une information judiciaire allait être ouverte. Ce dernier explique qu'il va « prendre un réquisitoire introductif qui va entraîner la saisine d'un ou plusieurs juges d'instruction au tribunal de Nanterre, à qui va être confiée provisoirement cette affaire, en attendant que la Cour de cassation statue sur un éventuel dessaisissement ». Cette procédure est le préalable au dépaysement de l'affaire dans un autre tribunal. Le procureur Courroye précise avoir mené une enquête « modèle », ses investigations ayant nécessité la mobilisation de soixante-dix enquêteurs, la réalisation de trente-sept perquisitions et transports, la confection de plus de neuf cent cinquante procès-verbaux et trois cent cinquante-trois scellés.
Le 17 novembre 2010, la Cour de cassation transfère l'ensemble des dossiers au tribunal de Bordeaux. L'avocat général avait requis un dépaysement plus proche, au tribunal de Paris. Les procédures concernées sont l'abus de faiblesse (affaire Banier-Bettencourt), la violation du secret professionnel imputée à Isabelle Prévost-Desprez et l'information judiciaire ouverte par Philippe Courroye.
L'information judiciaire est composée de quatre volets, correspondants aux quatre enquêtes préliminaires menées par le parquet de Nanterre :
- pour atteinte à la vie privée, au sujet des enregistrements clandestins[188] ;
- pour escroquerie et abus de confiance, sur les conditions d'acquisition de l'île d'Arros[188] ;
- pour financement illégal de partis politiques, à la suite du témoignage de Claire Thibout[188] ;
- pour fraude fiscale et blanchiment d'argent, qui concerne l'argent non déclaré des comptes suisses de Liliane Bettencourt[188].

Début février 2011, les domiciles d'Éric Woerth et de Patrick Ouart sont perquisitionnés et la police auditionne ce dernier.
Le début de l'année 2012 est marqué par plusieurs mises en examen dans les différents volets de l'affaire.

### Atteinte à la vie privée
Pascal Bonnefoy, les journalistes Fabrice Arfi, Fabrice Lhomme, Hervé Gattegno et les directeurs des rédactions - à l'époque des faits - de Mediapart et du Point Edwy Plenel et Franz-Olivier Giesbert ont été mis en examen et poursuivis pour atteinte à l'intimité de la vie privée. Ils ont été finalement relaxés, le 12 janvier 2016, par un jugement du tribunal correctionnel de Bordeaux.

### Financement illégal supposé de la campagne présidentielle de 2007
Éric Woerth est mis en examen pour trafic d'influence passif le 8 février 2012, puis pour recel de financement illicite de parti politique le lendemain. Le juge Jean-Michel Gentil, qui instruit au tribunal de grande instance de Bordeaux les principaux volets de l'affaire Bettencourt, soupçonne un financement illégal de la campagne présidentielle de 2007 de Nicolas Sarkozy.
Selon une ordonnance du 22 mars 2012, deux retraits d'espèces de 400 000 euros chacun auraient été effectués par l'intermédiaire du gestionnaire de fortune. Le premier est intervenu le 5 février 2007, soit deux jours avant un rendez-vous entre Patrice de Maistre (l'ancien gestionnaire de fortune de Liliane Bettencourt) et Éric Woerth, alors trésorier de la campagne de Nicolas Sarkozy. Le deuxième a lieu le 26 avril 2007, le même jour que la mention par François-Marie Banier d'une conversation de Liliane Bettencourt qui lui aurait confié : « De Maistre m’a dit que Sarkozy avait encore demandé de l’argent. J'ai dit oui. ». Ces deux retraits bancaires sont effectués en Suisse au premier semestre 2007. Le transfert de l'argent en France ne se faisait pas par virement bancaire mais grâce à un système de « compensation » bancaire. Ce système permettant de ne pas attirer l'attention du fisc existait depuis 40 ans dans la famille Bettencourt. Les sommes proviendraient d'une société domiciliée au Panama, un paradis fiscal, et auraient été prélevées sur un compte, « Noblesse », ouvert à la banque Hyposwiss au nom d'une société écran panaméenne, Noblesse trading Inc dont le directeur, Me René Merkt, fut pendant plus de trente ans l'avocat d'affaires en Suisse de la famille Bettencourt. Ces fonds venus de l'étranger s'ajoutaient aux retraits en liquide, déjà connus, que l'ancienne comptable de Liliane Bettencourt, Claire Thibout, effectuait régulièrement sur les comptes que la famille possédait en France.
Patrice de Maistre admet les deux retraits en Suisse de 400 000 euros, mais affirme tout ignorer d'un éventuel financement illégal de la campagne de Nicolas Sarkozy en 2007 et de l'usage de cet argent. Il est mis en examen, puis écroué, le 23 mars 2012, à la maison d'arrêt de Gradignan, où il reste trois mois, pour abus de faiblesse et abus de biens sociaux,. Les avocats de Patrice de Maistre dénoncent cette incarcération et rappellent qu'en droit européen, les mesures coercitives doivent être proportionnées et justifiées. François-Marie Banier, ainsi que l'ancien chauffeur du couple Bettencourt et Claire Thibout affirment qu'Éric Woerth et Nicolas Sarkozy se sont rendus au domicile des Bettencourt pendant la campagne électorale,,,. L'agenda de Liliane Bettencourt, versé au dossier d'instruction, semble attester d'une rencontre entre Nicolas Sarkozy et André Bettencourt en février 2007 ; en date du 24 février 2007, celui-ci indique : « À 12 heures pour Monsieur Nicolas S. Pour information ».
Nicolas Sarkozy reconnaît avoir rencontré ce jour-là André Bettencourt, mais dément s'être rendu une autre fois au domicile du couple pendant la campagne présidentielle et avoir reçu le moindre argent de la famille Bettencourt. Le 22 novembre 2012, il est convoqué à Bordeaux par le juge Jean-Michel Gentil et est placé sous le statut de témoin assisté à la suite d'une longue audition. Le 21 mars 2013, à l'issue d'une nouvelle audition, au cours de laquelle il est notamment confronté à Pascal Bonnefoy, Nicolas Sarkozy est mis en examen pour abus de faiblesse.

### Demande de dessaisissement des juges de Bordeaux et de nouveau dépaysement du dossier
Au début du mois de juin 2013, la Cour de cassation est saisie d'une requête en récusation contre chacun des trois juges bordelais, Jean-Michel Gentil, Cécile Ramonatxo et Valérie Noël, par l'avocat Patrice Spinosi, au nom des six personnes mises en examen (dont Nicolas Sarkozy, Éric Woerth, Patrice de Maistre, François-Marie Banier), notamment après la révélation de liens privilégiés entre le juge Jean-Michel Gentil et une experte mandatée lors de l'instruction, Sophie Gromb,.
Dans son avis, l'avocat général près la Cour de cassation, Gilles Lacan, recommande d'accepter la requête en suspicion légitime et de dessaisir la juridiction de Bordeaux en raison d'un « doute objectif sur l'impartialité » des juges chargés du dossier. Il explique que si le fait que Jean-Michel Gentil ait confié une expertise à un médecin qui est son témoin de mariage n'est « prohibé par aucun texte », cette désignation portant « sur une personne appartenant à l'intimité familiale du magistrat mandant n'en est pas moins maladroite », et ajoute que « le fait d'avoir tu cette difficulté [à ses collègues] paraît en contradiction avec l'article b. 20 du Recueil des obligations déontologiques des magistrats ». Il indique également que le juge Gentil a contourné à deux reprises le parquet pour ordonner les expertises sur Liliane Bettencourt et qu'il n'a pas attendu de recevoir les résultats de l'analyse médicale de la milliardaire pour demander au procureur une extension de sa saisine, ce qui fait dire aux avocats des mis en examen qu'il s'est concerté avec Sophie Gromb au cours de la rédaction de cette expertise, en 2011. Or, c'est cette expertise déclarant Liliane Bettencourt en situation de faiblesse psychologique depuis septembre 2006 qui fonde l'essentiel du dossier des juges. En outre, l'avocat général écrit que pour garantir l'image d'une justice impartiale, une forme de discrétion et de réserve s'impose aux magistrats. Or il relève des déclarations des juges Cécile Ramonatxo et Valérie Noël s'inscrivant dans la « polémique publique » et donnant l'image de juges n'acceptant pas « sereinement l'exercice par les justiciables des voies de recours contre ses actes ou décisions ». Il mentionne également les déclarations de l'avocat du juge Gentil, qui a qualifié Nicolas Sarkozy de « monarque » et Éric Woerth de « proche du monarque », ce qui peut, d'après lui, faire naître « plus qu'un doute sur les conditions d'objectivité, de sérénité et d'impartialité dans lesquels l'un au moins des mis en examen est jugé ». Dans le même temps, la presse se fait l'écho d'un dépassement d'honoraires reçu par Sophie Gromb sans l'autorisation du procureur et de la possibilité que le juge Gentil ait produit « un faux » afin d'emmener pour l'expertise deux neurologues ne figurant pas sur la liste des experts de la Cour d'appel de Bordeaux en prétendant que ceux-ci n'étaient pas disponibles alors qu'il ne les a jamais contactés.
La Cour de cassation se déclare, le 20 juin 2013, incompétente pour décider du dessaisissement des trois juges bordelais qui instruisent cette affaire. Ce sera donc à la cour d'appel de Bordeaux de se prononcer.
Le 13 septembre 2013, certaines des personnes mises en examen ont formé une requête en récusation des juges Jean-Michel Gentil, Cécile Ramonatxo et Valérie Noël auprès du premier président de la Cour d'appel de Bordeaux

## Clôture de l'enquête et jugements
Le 28 juin 2013, le vice-procureur Gérard Aldigé, magistrat du parquet de Bordeaux, annonce avoir requis des non-lieux, en l'absence de charges, en faveur de six personnes : Nicolas Sarkozy, Éric Woerth, Stéphane Courbit, Pascal Wilhelm, ancien mandataire et avocat de Liliane Bettencourt, Patrice Bonduelle, un de ses notaires, et Alain Thurin, son infirmier. Il requiert en revanche le renvoi devant le tribunal correctionnel de six autres personnes : Patrice de Maistre, François-Marie Banier et son compagnon Martin Le Barrois d'Orgeval, Carlos Cassina Vejarano, qui gérait l'île d'Arros, Jean-Michel Normand, notaire, et Fabrice Goguel, avocat fiscaliste.
Le 4 juillet 2013, l'AFP annonce le renvoi en correctionnelle de Patrice de Maistre et Éric Woerth pour « trafic d’influence » dans le volet de la légion d'honneur, confirmant une information du journal Sud-Ouest. Les juges Gentil, Noël et Ramonaxto décident donc de ne pas suivre l'avis du parquet concernant Eric Woerth.
Le 7 octobre 2013, les juges renvoient Éric Woerth en correctionnelle dans le volet principal du dossier.
Le 28 mai 2015, le tribunal correctionnel de Bordeaux relaxe l'ex-ministre UMP dans les deux volets de l'affaire Bettencourt (trafic d'influence et abus de faiblesse). En revanche, sont condamnés pour abus de faiblesse François-Marie Banier (trois ans de prison dont six mois avec sursis, 350 000 € d'amende et 158 millions d'euros de dommages et intérêts à Liliane Bettencourt) et son compagnon Martin d'Orgeval (18 mois de prison avec sursis), Patrice de Maistre (30 mois de prison dont 18 mois ferme, mais relaxé dans le volet trafic d'influence), Stéphane Courbit (250 000 € d'amende), Pascal Wilhelm (30 mois de prison dont 18 mois ferme) et les notaires Jean-Michel Normand (12 mois de prison avec sursis et 50 000 € d’amende, et déchu de l’honorariat en mars 2018)et Patrice Bonduelle (six mois de prison avec sursis et 80 000 € d'amende).
En appel, par jugement du 28 août 2016, les peines de François-Marie Banier sont réduites (quatre ans de prison mais intégralement avec sursis (375 000 € d'amende, et la confiscation d'une part de ses biens immobiliers) ; néanmoins, un euro de dommages et intérêts doit être versé à Liliane Bettencourt et à la famille Meyers. La peine de son compagnon Martin d'Orgeval est confirmée (18 mois de prison avec sursis), Pascal Wilhelm est condamné à 12 mois de prison avec sursis plus une amende et trois millions de dommages et intérêts. Le notaire Patrice Bonduelle est relaxé.
Le rejet des pourvois en cassation, en janvier 2019, rend le jugement d’appel définitif.

## Répercussions politiques
Cette affaire intervient dans un climat difficile pour le gouvernement François Fillon II — Christian Blanc et Alain Joyandet ont en effet annoncé leur démission le 4 juillet 2010, —, et son image ainsi que celle de l'ensemble du monde politique, s'est significativement dégradée, ; le 5 juillet, Libération publie un sondage dans lequel 64 % des Français estiment que « les politiques sont plutôt corrompus ». Ségolène Royal, l'ancienne candidate de l'opposition à l'élection présidentielle de 2007, considère que « le système Sarkozy est corrompu ». Martine Aubry, première secrétaire du PS, a cependant dénoncé la tentation du « tous pourris » et a réclamé des preuves avant de demander la démission du ministre du Travail. De nombreux responsables socialistes (Jean-Marc Ayrault, Jean Glavany, Christian Eckert, Claude Bartolone, Benoît Hamon…) attaquent Eric Woerth.
Alexandre Bompard, président-directeur général d'Europe 1, qui était pressenti depuis avril 2010,, pour succéder à Patrick de Carolis à la présidence de France Télévisions, est écarté en juillet 2010 par Nicolas Sarkozy au profit de Rémy Pflimlin, président de Presstalis, au profil plus consensuel, ce qui conduit Libération à affirmer qu'« après Christian Blanc et Alain Joyandet, [Alexandre Bompard] est la troisième victime de l'affaire Woerth ».
Selon Mediapart, Libération, Élisabeth Guigou, ancienne Garde des Sceaux ou encore Noël Mamère, député des Verts dénoncent une véritable « affaire d'État ». Le quotidien Le Monde estime que, désormais, « l'Élysée est dépassé par l'affaire Bettencourt » et l'on évoque un remplacement d'Éric Woerth par Xavier Bertrand. Plusieurs anciens Premiers ministres de l'UMP ont aussi manifesté leur préoccupation : Jean-Pierre Raffarin a souhaité un « remaniement profond du gouvernement » et Alain Juppé a estimé qu'Éric Woerth « doit choisir » entre ses fonctions de ministre et celles de trésorier de l'UMP.
Dominique de Villepin a réclamé « l'indépendance de la justice, une totale liberté de la presse et l'impartialité de l'État », souhaitant « la nomination d'un juge d'instruction » — et non pas la poursuite de l'enquête par le parquet de Nanterre — et considérant « tout à fait dommageables les critiques intempestives faites à l'endroit de la presse »,.
Plusieurs personnalités politiques, de tous partis, exhortent Nicolas Sarkozy, président de la République à s'exprimer sur l'affaire ; Jean-Luc Mélenchon, président du Parti de gauche, estime que « le chef de l'État doit rendre des comptes » car les accusations de l'ex-comptable de la famille Bettencourt « mettent en cause non seulement la probité de son ministre du Travail, mais la légitimité de sa propre élection ».
Un sondage Ipsos publié le 21 juillet 2010 indique que 49 % des personnes interrogées estiment qu'Éric Woerth peut continuer à conduire la réforme des retraites malgré les accusations dont il fait l'objet, 47 % étant d'un avis contraire. En revanche, un sondage Harris Interactive paru début septembre 2010 indique que 60 % des personnes interrogées pensent qu'Éric Woerth ne doit pas rester chargé de la réforme des retraites. Les syndicats refusent de débattre avec le ministre du Travail tandis que François Fillon s'implique davantage dans le dossier.
L'incarcération de Patrice de Maistre en mars 2012 ainsi que des allégations au sujet d'un possible rendez-vous entre André Bettencourt et Nicolas Sarkozy pendant la campagne présidentielle de 2007, démenti par ce dernier, relance le traitement médiatique de l'affaire, les médias s'interrogeant sur une possible incidence de l'affaire sur le résultat de l'élection présidentielle française de 2012,.
Le 3 avril 2012, Nicolas Sarkozy, en pleine campagne électorale, qualifie ces accusations de « boule puante » et nie tout financement illégal de sa campagne de 2007 en rappelant que ses comptes de campagne ont été validés par la Commission nationale des comptes de campagne et des financements politiques et par le Conseil constitutionnel. Eva Joly et Ségolène Royal critiquent l'immunité protégeant le président en fonction et affirment que la candidature de Nicolas Sarkozy vise à lui permettre d'être réélu dans le but de se protéger contre d'éventuelles poursuites judiciaires.
Le 29 mai 2015, à la suite de la relaxe d'Éric Woerth, Benoît Hamon (ancien porte-parole du Parti socialiste) exprime ses regrets de l'avoir accusé. Claude Bartolone lui présente ses excuses.

## Écho international
Le Monde s'est intéressé aux retentissements de l'affaire dans la presse internationale et relève que « de l'Inde à l'Afrique du Sud en passant par l'Argentine, l'affaire Woerth-Bettencourt, et surtout ses retentissements sur la présidence française, intrigue les médias étrangers ». Le magazine Vanity Fair dresse un parallèle avec le scandale du Watergate tandis que La Tribune de Genève évoque une ambiance de fin de règne. En Allemagne, le Frankfurter Allgemeine Zeitung parle d'un « président en détresse »,.
Le 8 juillet 2010, pour le New York Times, il pourrait s'agir d'un « French Watergate ». Pour le Financial Times, il s'agirait de « la pire crise politique que Nicolas Sarkozy ait connu en trois ans de mandat ».
Le 18 juillet 2010, le New York Times consacre sa page trois à un long article analysant les retombées de cette affaire : « Une héritière âgée. Une fille en colère. Un photographe mondain. Un maître d'hôtel rebelle et une comptable mécontente. Des enregistrements secrets. Une société célèbre avec un passé ambigu, et des relations politiques de longue date. Un président impopulaire, un ministre qui a le goût de l'argent et des histoires de donations d'argent liquide dans des enveloppes. Ce mélange très romantique est connu sous le nom d'« affaire Bettencourt » résument les premières lignes de l'article.
Le 24 août 2010, le journal québécois Le Devoir, évoque les liens d'Éric de Sérigny, un des conseillers d'Éric Woerth, qui est apparenté avec Paul Desmarais et André Desmarais, propriétaires de Power Corporation et copropriétaires d'Imerys, société dans laquelle il siège au conseil d'administration.

## Dans la culture populaire
- Les véritables écoutes du maître d'hôtel, « savamment distillées au long des trois épisodes de 50 minutes, servent de base au documentaire de Baptiste Etchegaray et Maxime Bonnet », "L'affaire Bettencourt: scandale autour de la femme la plus riche du monde"[259], « qui se dévore comme une série à suspense »[259], où « les reconstitutions sont soignées et légères avec le parti pris intelligent d'une caméra en surplomb »[259] pour raconter « une évasion fiscale massive »[259], avec « des sommes considérables en jeu »[259]. Cette série de trois épisodes, diffusée sur la plateforme Netflix à la fin 2023, se base entièrement « sur les enregistrements réalisés par le maitre d'hôtel » au domicile de Liliane Bettencourt[260],[261],[262],[263]. Grâce à « un format dense et rythmé en 3 épisodes »[264], rapidement, ce documentaire Netflix « rencontre le succès » et « s’est hissé à la tête des audiences de la plateforme de streaming en l’espace de cinq jours. » au point de figurer en deuxième position dans le top 10 mondial des séries non anglo-saxonnes et d'avoir été visionnée 3,8 millions de fois en quatre jours, pour une durée de 9,5 millions d’heures[265].